# Карнобатлова, Благовеста
Благовеста Карнобатлова-Добрева (24 января 1936, Варна, Королевство Болгария) — болгарская оперная певица (сопрано) и музыкальный педагог.

## Биография и творчество
В 1960 году окончила Национальную государственную академию музыки, класс профессора Илии Йосифова. Дебютировала на сцене Варненской оперы.
В 1962 году заняла второе место на Международном студенческом фестивале в Хельсинки, а через год завоевала второе место и серебряную медаль на Международном конкурсе молодых певцов в Софии. Обучалась в Милане в 1965-66 годах у оперной певицы и педагога Мерседес Леопард. Она продолжала петь на сцене Варны до 1966 года, когда поступила в Софийскую оперу, где провела большую часть своей певческой карьеры.
Самые известные роли, которые исполняла Карнобатлова, это Мими из «Богемы» Джакомо Пуччини, Джильда из «Риголетто» Джузеппе Верди, Виолетта из «Травиаты» (Верди), Лю из «Турандот» (Пуччини), Татьяна из «Евгения Онегина» Петра Чайковского, Памина из «Волшебной флейты» Моцарта, Лейла из «Искателей жемчуга» Жоржа Бизе. Выступала на международном уровне во многих странах мира: Италии, Франции, Австрии, Германии, Испании, Голландии, Бельгии, Чехословакии, Украине, Индии, Кубе, Южной Корее, Перу, Китае, Алжире, Дании, Швейцарии, Греции и Турции. Сотрудничала с такими певцами, как Пласидо Доминго, Зинаида Пали, Жан Род, Гена Димитрова, Александрина Мильчева, Николай Гяуров, Никола Гюзелев, Никола Николов и другими.
В 1971 году Карнобатлова начала преподавать оперный вокал в Музыкальной академии; среди ее учеников и специалистов — исполнители Арсений Арсов, Любомир Виденов, Людмила Хаджиева, Мартин Цонев, солист Оперного театра в Бонне, Петя Иванова, солистка Мариборской оперы, Ильина Михайлова, лауреат Первой премии 59-й конкурса AS.LI.CO. оперных певцов.
Благовеста Карнобатлова-Добрева была членом Совета директоров СБМТД и в течение восьми лет деканом вокального факультета академии. Неоднократно входила в состав жюри международного конкурса имени Чайковского в Москве, а также конкурса имени Роберта Шумана в Цвикау и конкурса Марии Каллас в Афинах.